# Weltforum für die Harmonisierung von Fahrzeugvorschriften
Das Weltforum für die Harmonisierung von Fahrzeugvorschriften (World Forum for Harmonization of Vehicle Regulations) ist eine Arbeitsgruppe (WP.29) des Inland Transport Committee (ITC) der Wirtschaftskommission der Vereinten Nationen für Europa (UNECE). Es hat die Aufgabe, ein einheitliches Regelsystem, die „UN-Regelungen“, für den Fahrzeugbau zu schaffen, um den internationalen Handel zu erleichtern. Ziel ist es, Maßnahmen zur weltweiten Harmonisierung oder Weiterentwicklung von technischen Vorschriften für Fahrzeuge zu initiieren und zu verfolgen. Rechtliche Rahmenbedingungen für die Tätigkeit der WP.29 sind drei multilaterale Übereinkommen aus den Jahren 1958, 1997 und 1998.
WP.29 wurde am 6. Juni 1952 als „Arbeitsgruppe für den Fahrzeugbau“ (Working Party on the Construction of Vehicles) gegründet, während der heutige Name im März 2000 angenommen wurde.
Das Forum befasst sich mit den Vorschriften für Fahrzeugsicherheit, Umweltschutz, Energieeffizienz und Diebstahlsicherheit.

## Zusammensetzung
Jedes Land kann an der WP.29 teilnehmen. Dies gilt auch für NGOs, wie beispielsweise Automobilclubs und Verbraucherschutzorgansationen. Auch die USA gehören zu den Teilnehmern. Stimmberechtigt sind die Delegierten der Unterzeichner von 1958, wenn eine Vorschrift von ihnen unterzeichnet war. Außerdem arbeiten der WP.29 Facharbeitsgruppen zu.

## Übereinkommen von 1958 und 1995
Der Kern der Arbeit des Forums stützt sich auf das „Übereinkommen von 1958“ mit dem formellen Titel „Übereinkommen über die Annahme einheitlicher technischer Vorschriften für Radfahrzeuge, Ausrüstungen und Teile, die an Radfahrzeugen angebracht und / oder verwendet werden können, und die Bedingungen für die gegenseitige Anerkennung der auf der Grundlage dieser Vorschriften erteilten Genehmigungen“ (E/ECE/TRANS/505/Rev.2, geändert am 16. Oktober 1995). Dies bildet einen rechtlichen Rahmen, in dem sich die teilnehmenden Länder (Vertragsparteien) auf einen gemeinsamen Satz technischer Vorschriften und Protokolle für die Typgenehmigung von Fahrzeugen und Komponenten einigen. Diese wurden früher als „UNECE-Regelungen“ oder, noch weniger formell, als „ECE-Regelungen“ in Bezug auf die Wirtschaftskommission für Europa bezeichnet. Da jedoch viele außereuropäische Länder jetzt Vertragsparteien des Übereinkommens von 1958 sind, werden die Verordnungen offiziell als „UN-Regelungen“ bezeichnet. Die Typgenehmigungen jedes Vertragspartners werden von allen anderen Vertragspartnern anerkannt.

### Ursprünglich teilnehmende Länder
Zu den ersten Unterzeichnern des Abkommens von 1958 gehören Italien (28. März), Niederlande (30. März), Deutschland (19. Juni), Frankreich (26. Juni), Ungarn (30. Juni), Schweden und Belgien.

### Erweiterung 1995

Ursprünglich erlaubte die Vereinbarung nur die Teilnahme von ECE-Mitgliedsländern, aber 1995 wurde die Vereinbarung überarbeitet, um Nicht-ECE-Mitgliedern die Teilnahme zu ermöglichen. Zu den derzeitigen Teilnehmern gehören die Europäische Union und ihre Mitgliedsländer sowie Nicht-EU-UNECE-Mitglieder wie Norwegen, Russland, Ukraine, Serbien, Belarus, Kasachstan, Türkei, Aserbaidschan und Tunesien und sogar abgelegene Gebiete wie Südafrika, Australien, Neuseeland, Japan, Südkorea, Thailand und Malaysia.
Teilnehmerstaaten des Übereinkommens seit 1958:
| ECE Code | Land                    | Datum des Inkrafttretens | Anmerkungen               |
| -------- | ----------------------- | ------------------------ | ------------------------- |
| 1        | Deutschland             | 28. Januar 1965          |                           |
| 2        | Frankreich              | 20. Juni 1959            |                           |
| 3        | Italien                 | 26. April 1963           |                           |
| 4        | Niederlande             | 29. August 1960          |                           |
| 5        | Schweden                | 20. Juni 1959            |                           |
| 6        | Belgien                 | 5. September 1959        |                           |
| 7        | Ungarn                  | 2. Juli 1960             |                           |
| 8        | Tschechien              | 1. Januar 1993           | (früher Tschechoslowakei) |
| 9        | Spanien                 | 10. Oktober 1961         |                           |
| 10       | Serbien                 | 12. März 2001            | (früher Jugoslawien)      |
| 11       | Vereinigtes Königreich  | 16. März 1963            |                           |
| 12       | Österreich              | 11. Mai 1971             |                           |
| 13       | Luxemburg               | 12. Dezember 1971        |                           |
| 14       | Schweiz                 | 28. August 1973          |                           |
| 15       | DDR                     |                          | (1999 abgelaufen)         |
| 16       | Norwegen                | 4. April 1975            |                           |
| 17       | Finnland                | 17. September 1976       |                           |
| 18       | Dänemark                | 20. Dezember 1976        |                           |
| 19       | Rumänien                | 21. Februar 1977         |                           |
| 20       | Polen                   | 13. März 1979            |                           |
| 21       | Portugal                | 28. März 1980            |                           |
| 22       | Russische Föderation    | 17. Februar 1987         |                           |
| 23       | Griechenland            | 5. Dezember 1992         |                           |
| 24       | Irland                  | 24. März 1998            |                           |
| 25       | Kroatien                | 8. Oktober 1991          |                           |
| 26       | Slowenien               | 25. Juni 1991            |                           |
| 27       | Slowakei                | 1. Januar 1993           |                           |
| 28       | Belarus                 | 2. Juli 1995             |                           |
| 29       | Estland                 | 1. Mai 1995              |                           |
| 31       | Bosnien und Herzegowina | 6. März 1992             |                           |
| 32       | Lettland                | 18. Januar 1999          |                           |
| 34       | Bulgarien               | 21. Januar 2000          |                           |
| 35       | Kasachstan              | 8. Januar 2011           |                           |
| 36       | Litauen                 | 29. März 2002            |                           |
| 37       | Türkei                  | 27. Februar 1996         |                           |
| 39       | Aserbaidschan           | 14. Juni 2002            |                           |
| 40       | Nordmazedonien          | 17. November 1991        |                           |
| 42       | Europäische Union       | 24. März 1998            |                           |
| 43       | Japan                   | 24. November 1998        |                           |
| 45       | Australien              | 25. April 2000           |                           |
| 46       | Ukraine                 | 30. Juni 2000            |                           |
| 47       | Südafrika               | 17. Juni 2001            |                           |
| 48       | Neuseeland              | 26. Januar 2002          |                           |
| 49       | Zypern                  | 1. Mai 2004              |                           |
| 50       | Malta                   | 1. Mai 2004              |                           |
| 51       | Südkorea                | 31. Dezember 2004        |                           |
| 52       | Malaysia                | 4. April 2006            |                           |
| 53       | Thailand                | 1. Mai 2006              |                           |
| 54       | Albanien                | 5. November 2011         |                           |
| 55       | Armenien                | 30. April 2018           |                           |
| 56       | Montenegro              | 3. Juni 2006             |                           |
| 57       | San Marino              | 26. Januar 2016          |                           |
| 58       | Tunesien                | 1. Januar 2008           |                           |
| 60       | Georgien                | 25. Mai 2015             |                           |
| 62       | Ägypten                 | 3. Februar 2013          |                           |
| 63       | Nigeria                 | 17. Dezember 2018        |                           |
| 64       | Pakistan                | 24. April 2020           |                           |

Die meisten Länder, auch wenn sie nicht formell am Abkommen von 1958 teilnehmen, erkennen die UN-Regelungen an und spiegeln entweder den Inhalt der UN-Regelungen in ihren eigenen nationalen Anforderungen wider oder erlauben die Einfuhr, Registrierung und Verwendung von UN-zugelassenen Fahrzeugen oder beides. Die Vereinigten Staaten und Kanada sind die beiden wesentlichen Ausnahmen. Die UN-Vorschriften werden dort im Allgemeinen nicht anerkannt und UN-konforme Fahrzeuge und Ausrüstung sind nicht für den Import, Verkauf oder Gebrauch in den beiden Regionen zugelassen, es sei denn, sie wurden getestet, um den Sicherheitsvorschriften der Region zu entsprechen oder für begrenzte nicht fahrende Verwendung.

### Typgenehmigung

Zwei Arten von E-Prüfzeichen: oben – nach UN-Vorschriften, unten – nach EG-Richtlinien

Das Abkommen von 1958 beruht auf den Grundsätzen der Typgenehmigung und der gegenseitigen Anerkennung. Jedes Land, das dem Abkommen von 1958 beitritt, ist befugt, das Design eines Herstellers eines regulierten Produkts zu prüfen und zu genehmigen, unabhängig davon, in welchem Land dieses Bauteil hergestellt wurde. Jedes individuelle Design von jedem einzelnen Hersteller wird als ein einzelner Typ gezählt. Sobald ein beitretendes Land eine Typgenehmigung erteilt, ist jedes andere beitretende Land verpflichtet, diese Typgenehmigung anzuerkennen und dieses Fahrzeug oder diese Kraftfahrzeugausrüstung als für die Einfuhr, den Verkauf und die Verwendung legal zu betrachten. Gegenstände, die nach einer UN-Verordnung typgenehmigt sind, sind mit einem E und einer Nummer innerhalb eines Kreises gekennzeichnet (ECE-Prüfzeichen). Die Nummer gibt an, welches Land den Gegenstand genehmigt hat, und andere umgebende Buchstaben und Ziffern geben die genaue Version der getroffenen Regelung bzw. die Typgenehmigungsnummer an.
Obwohl alle Typgenehmigungen aller Länder rechtlich gleichwertig sind, gibt es tatsächliche und wahrgenommene Unterschiede in der Strenge, mit der die Vorschriften und Protokolle von verschiedenen nationalen Typgenehmigungsbehörden angewendet werden. Einige Länder haben ihre eigenen nationalen Normen für die Erteilung von Typgenehmigungen, die strenger sein können, als die UN-Vorschriften selbst fordern. In der Automobilzulieferindustrie gilt beispielsweise eine deutsche (E1) Typzulassung als sichere Maßnahme gegen den Verdacht auf schlechte Qualität oder eine unverdiente Typzulassung.

### UN-Regelungen
Derzeit (2021-12-31) gibt es 163 UN-Regelungen, die dem Abkommen von 1958 beigefügt sind; die meisten Vorschriften decken eine einzelne Fahrzeugkomponente oder -technologie ab. Zu folgenden Themengebieten existieren Vorschriften:
- Beleuchtung
- Scheinwerfer
- Instrumentierung/Kontrolle
- Crash-Verhalten
- Umweltverträglichkeit
- Reifen & Räder

## Nordamerika
Der bemerkenswerteste Nichtunterzeichner des Abkommens von 1958 sind die Vereinigten Staaten, die ihre eigenen Federal Motor Vehicle Safety Standards haben und keine UN-Typgenehmigungen anerkennen. Allerdings sind sowohl die Vereinigten Staaten als auch Kanada Vertragsparteien des Übereinkommens von 1998. UN-spezifizierte Fahrzeuge und Komponenten, die nicht den US-Vorschriften entsprechen, können daher nicht ohne umfangreiche Modifikationen in die USA importiert werden. Kanada hat seine eigenen Kanadischen Kraftfahrzeugsicherheitsstandards, die im Großen und Ganzen denen der FMVSS in den USA entsprechen. Kanada akzeptiert jedoch auch UN-konforme Scheinwerfer und Stoßfänger. Es sollte jedoch beachtet werden, dass das bevorstehende umfassende Wirtschafts- und Handelsabkommen zwischen Kanada und der Europäischen Union Kanada mehr UN-Regelungen als akzeptable Alternative zu den kanadischen Regelungen anerkennen lassen könnte. Kanada wendet derzeit 14 der 17 ECE-Hauptnormen als zulässige Alternativen an – die Ausnahmen betreffen zu diesem Zeitpunkt Motorradsteuerungen und -anzeigen, Motorradspiegel und die elektronische Stabilitätskontrolle für Personenkraftwagen. Diese drei verbleibenden Gruppen werden bis zum Zeitpunkt der Ratifizierung des Handelsabkommens in Kanada zugelassen.

### Selbstzertifizierung
Die US-amerikanischen und kanadischen Auto-Sicherheitsvorschriften arbeiten nicht nach einem UN-ähnlichen System von Typgenehmigungen, sondern nach dem Prinzip der Selbstzertifizierung, wobei der Hersteller oder Importeur eines Fahrzeugs oder einer Kraftfahrzeugausrüstung dies bescheinigt, d. h. behauptet und verspricht, dass das Fahrzeug oder die Ausrüstung allen anwendbaren Vorschriften für Bundes- und Kanadische Kraftfahrzeugsicherheit, Stoßfänger und Diebstahlsicherungen entspricht.

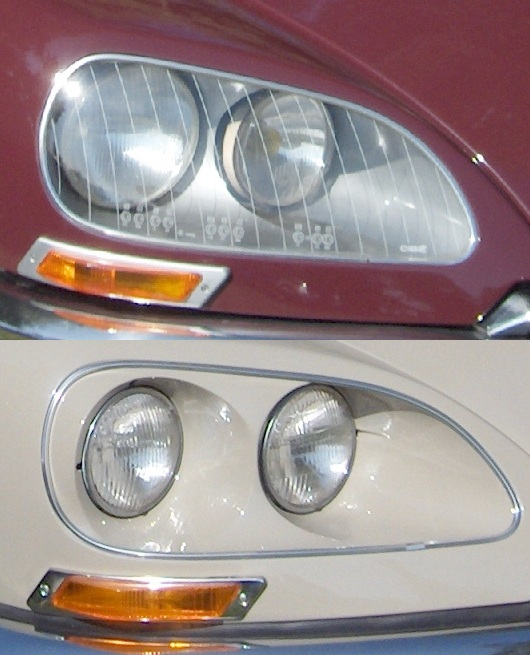
Ein Vergleich der europäischen (oben) und US (unten) Scheinwerferkonfiguration bei ähnlichen Citroën DS

Eine staatliche Behörde oder eine autorisierte Prüfstelle benötigt keine vorherige Überprüfung, bevor das Fahrzeug oder die Ausrüstung importiert, verkauft oder verwendet werden kann. Wenn Grund zu der Annahme besteht, dass die Zertifizierung falsch oder unkorrekt ist – d. h., dass das Fahrzeug oder die Ausrüstung tatsächlich nicht übereinstimmt –, können die Behörden Tests durchführen und, falls eine Nichteinhaltung festgestellt wird, einen Rückruf und / oder andere Korrektur- und / oder Strafmaßnahmen anordnen. Fahrzeug- und Ausrüstungshersteller dürfen solche Strafen anfechten, aber dies ist schwierig. Verstöße, die nachweislich keine Auswirkungen auf die Sicherheit im Straßenverkehr haben, können beantragt werden, um die Rückruf- (Abhilfe- und Benachrichtigungs-) Anforderungen für bereits hergestellte Fahrzeuge zu überspringen.

### Regulatorische Unterschiede
Historisch gesehen war einer der auffälligsten Unterschiede zwischen UN- und US-Vorschriften das Design und die Leistung von Scheinwerfern. Der hier gezeigte Citroën DS zeigt die großen Unterschiede bei den Scheinwerfern während der Ära 1940–1983, als die US-Vorschriften Sealed-Beam-Scheinwerfer erforderten. Im Jahr 2014 war es nicht möglich, ein einzelnes Fahrzeugdesign zu produzieren, das gleichzeitig den Anforderungen der UN und der USA entspricht, aber es wird einfacher, wenn sich die Technologie und beide Regelwerke entwickeln. Angesichts der Größe des US-amerikanischen Fahrzeugmarktes und der unterschiedlichen Vermarktungsstrategien in Nordamerika im Vergleich zum Rest der Welt produzieren viele Hersteller Fahrzeuge in drei Versionen: Nordamerika, Rest der Welt Rechtslenker (RHD) und Rest der Welt Linkslenker (LHD).

### Transatlantische Handels- und Investitionspartnerschaft 2013 (Vorschlag)
Im Rahmen der Verhandlungen über die transatlantische Handels- und Investitionspartnerschaft (TTIP) wurden die Probleme divergierender Standards in der Automobilregulierung untersucht. Die TTIP-Unterhändler versuchten Wege zu finden, um die regulatorischen Unterschiede zu verringern, möglicherweise die Kosten zu senken und zusätzlichen Handel mit Fahrzeugen anzuregen.

## Übereinkommen von 1998
Die „Vereinbarung über die Festlegung globaler technischer Vorschriften für Radfahrzeuge, Ausrüstung und Teile, die an Radfahrzeugen angebracht und / oder verwendet werden können“, oder Vereinbarung von 1998, ist eine spätere Vereinbarung. Nach ihrer Mission zur Harmonisierung der Fahrzeugvorschriften löste die UNECE die Hauptprobleme (Verwaltungsbestimmungen für die Typgenehmigung gegen Selbstzertifizierung und gegenseitige Anerkennung von Typgenehmigungen), um nicht unterzeichnende Länder des Übereinkommens von 1958 daran zu hindern, sich uneingeschränkt an ihren Aktivitäten zu beteiligen.
Die Vereinbarung von 1998 wurde erlassen, um Metarichtlinien mit dem Titel Globale technische Vorschriften (Global Technical Regulation, GTR) ohne Verwaltungsverfahren für die Typgenehmigung und ohne das Prinzip der gegenseitigen Anerkennung von Typgenehmigungen zu erstellen. Das Abkommen von 1998 sieht vor, dass die Vertragsparteien die globalen technischen Vorschriften der Vereinten Nationen (UN GTRs) im Konsensverfahren in einem UN Global Register festlegen. Die UN-GTR enthalten global harmonisierte Leistungsanforderungen und Testverfahren. Jede UN GTR enthält ausführliche Hinweise zu seiner Entwicklung. Der Text enthält eine Aufzeichnung der technischen Gründe, der verwendeten Forschungsquellen, Überlegungen zu Kosten und Nutzen sowie Verweise auf konsultierte Daten. Die Vertragsparteien verwenden bei der Umsetzung der UN-GTR in nationales Recht ihre national festgelegten Regelsetzungsprozesse. Das Abkommen von 1998 umfasste Anfang 2014 dreiunddreißig Vertragsparteien und 20 UN-GTR, die in das Globalregister der Vereinten Nationen aufgenommen wurden.

## OICA
Die Organisation Internationale des Constructeurs d’Automobiles (OICA) hostet auf ihrer Website Arbeitsdokumente verschiedener Expertengruppen der Vereinten Nationen, darunter das Weltforum für die Harmonisierung von Fahrzeugvorschriften.